# Амума, Ромен
Роме́н Амума́ (фр. Romain Hamouma; род. 29 марта 1987, Люр) — французский футболист, полузащитник.

## Клубная карьера
Ромен Амума — воспитанник футбольного клуба «Сошо». За первую команду «Сошо» он не выступал и в 2005 году перешёл в клуб «Безансон», имевший в то время любительский статус. В «Безансоне» Амума выступал один сезон, после чего перебрался в команду Лиги 2 «Лаваль».
Полузащитник дебютировал в команде 7 августа 2009 года в матче Лиги 2 против «Бреста»
. В следующем своём матче за «Лаваль», сыгранном 13 августа 2009 года Ромен Амума забил первый гол в своей профессиональной карьере (в ворота «Страсбура»).
Всего в сезоне полузащитник сыграл за «Лаваль» в Лиге 2 35 матчей, в которых забил 10 голов.
Летом 2010 года Ромен Амума стал игроком «Кана». Полузащитник впервые сыграл в Лиге 1 15 августа 2010 года в матче против лионского «Олимпика». В матче против «Ренн», прошедшем 22 декабря 2010 года, Амума забил первый гол за «Кан». Всего за два сезона в «Кане» полузащитник сыграл в различных турнирах 74 матча и забил 14 голов. По итогам чемпионата 2011/12 «Кан» покинул Лигу 1. По окончании сезона Амума перешёл в «Сент-Этьен».
11 августа 2012 года Ромен Амума дебютировал в составе «Сент-Этьена». В том матче полузащитник забил первый гол за «зелёных», использовав передачу Рено Коада.
В июне 2022 года, после того как «Сент-Этьен» по итогам сезона 2021/22 покинул Лигу 1, Амума заключил контракт на 12 месяцев с клубом «Аяччо».

## Достижения
- Обладатель Кубка французской лиги: 2012/13